# Bastien Adrillon

a Compétitions nationales et continentales officielles uniquement.

Dernière mise à jour le 10 mai 2015.
Bastien Adrillon, né le 30 août 1986 à Dax, est un joueur français de rugby à XV qui évolue au poste de troisième ligne aile. Il joue l'ensemble de sa carrière avec l'US Dax de 2007 à 2015.

## Biographie
Natif de la sous-préfecture landaise et issu d'une famille rugbystique, Bastien Adrillon ne commence sa carrière de rugbyman qu'à l'âge de 17 ans. En effet, alors que le rugby n'est qu'à l'époque un loisir avec ses amis, entre autres les futurs rugbymen rouges et blancs Olivier August et Justin Pendanx, il se prédestine plutôt pour le football et l'escrime, deux sports qu'il finit par abandonner respectivement pour des raisons médicales et étudiantes.
Alors membre du centre de formation du club de la cité thermale, il fait son baptême du feu en équipe professionnelle en Top 14 à l'occasion de l'ultime match de la saison 2007-2008, pour le déplacement chez le futur finaliste clermontois. Le club étant déjà assuré du statut de relégable, c'est une équipe largement remaniée composée essentiellement d'espoirs et de membres du centre de formation comme lui, qui est choisie pour cette dernière confrontation en Auvergne, qui se solde par une lourde défaite (95-7). Il se révèle lors des deux saisons de Pro D2 suivant la relégation du club, où il gagne progressivement sa place, notamment grâce aux nombreuses blessures de coéquipiers lui permettant d'acquérir du temps de jeu.
Il évolue pendant la saison 2009-2010 avec l'équipe de France universitaire.
À l'intersaison 2012, Adrillon prolonge pour deux années avec l'US Dax. Il fait de même pour une nouvelle durée de deux saisons en 2014, malgré les approches de plusieurs clubs de Top 14.
Malgré tout, après le désengagement d'un club de Top 14 pour un potentiel contrat, il met fin à sa carrière et ne fait plus partie de l'effectif de l'US Dax à l'issue de la saison 2014-2015 ; il s'écarte ainsi du rugby pour pratiquer la boxe en loisirs avant de se concentrer sur sa reconversion professionnelle. Il dispute sa première rencontre de boxe le 27 février 2015 en catégorie des plus de 91 kg.
Par la suite, il crée en 2016 sa propre entreprise spécialisée dans la conception des appareils de musculation, puis présente dès le printemps 2017 son premier prototype de banc pour haltères. En 2023, la production est relocalisée depuis le Sud-Est de la France vers la commune landaise de Saint-Geours-de-Maremne.

## Palmarès
- Championnat de France de rugby à XV de 2e division :
  - Demi-finaliste : 2012 avec l'US Dax.